# Voo China Airlines 006
O voo 006 da China Airlines (indicativo "Dynasty 006") foi um voo diário sem escalas de Taipei para o Aeroporto Internacional de Los Angeles. Em 19 de fevereiro de 1985, o Boeing 747SP que operava esta rota se envolveu em um incidente, após a falha do motor nº 4, enquanto voava a 41.000 pés (12.500 m). O avião capotou num "poço de ar" após mergulhar numa turbulência aérea e mergulhou 30.000 pés (9.100 m), experimentando altas velocidades e forças g (se aproximando e, em um ponto, ultrapassando 5g) antes que o capitão pudesse se recuperar do mergulho e, em seguida, desviar para o Aeroporto Internacional de San Francisco.

## Incidente

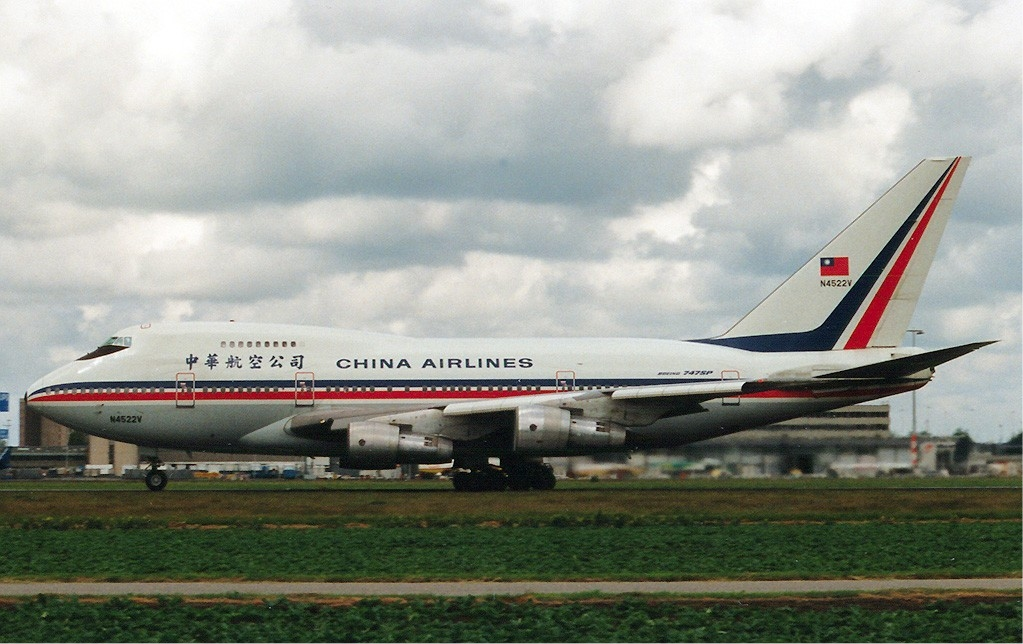
N4522V, a aeronave envolvida no incidente em Amsterdã em 1991

A aeronave havia decolado de Taipei às 16:22, horário local, 20:22 UTC-3. O incidente ocorreu após 10 horas de voo. O Boeing 747SP-09 estava a 350 milhas (560 km) a noroeste de São Francisco, voando a uma altitude de 41.000 pés (12.500 m). A tripulação da cabine era composta pelo capitão Min-Yuan Ho, de 55 anos, o primeiro oficial Ju-Yue Chang, de 53 anos, o engenheiro de vôo Kuo-Pin Wei, de 55 anos, o capitão auxiliar Chien-Yuan Liao, de 53 anos, e o engenheiro de voo auxiliar Shih-Lung Su, de 41 anos. O Capitão Ho tinha aproximadamente 15.500 horas de voo, incluindo 3.748 horas no Boeing 747. O Primeiro Oficial tinha mais de 7.700 horas com 4.553 delas no Boeing 747, e o Engenheiro de Voo tinha aproximadamente 15.500 horas de voo, incluindo 4.363 horas no Boeing 747. O acidente ocorreu enquanto a tripulação principal estava de serviço.
A sequência começou com uma perda de empuxo no motor nº 4. Esse motor havia falhado duas vezes durante os voos anteriores (durante a altitude de cruzeiro no nível 410 e 430). Em cada um desses casos, o motor foi reiniciado após descer para uma altitude inferior. A resposta de manutenção às entradas do livro de registro que observaram os problemas incluiu inspeção do motor, drenagem e substituição do filtro de combustível, inspeção e substituição do controlador de palhetas, drenagem de água das sondas Mach e outras substituições de filtro. Nenhum desses atos resolveu o problema recorrente do motor nº 4.
O engenheiro de voo tentou restaurar a potência do motor, mas não fechou a válvula de sangria, conforme exigido pelo procedimento da lista de verificação. Depois que o engenheiro de voo anunciou que o motor havia queimado, o capitão o instruiu a reiniciá-lo e ordenou que o primeiro oficial solicitasse autorização para uma descida do FL 410 (41.000 pés). De acordo com o manual de voo, é improvável que a partida do motor seja bem-sucedida acima de 9.100 m (30.000 pés). A tentativa falhou.

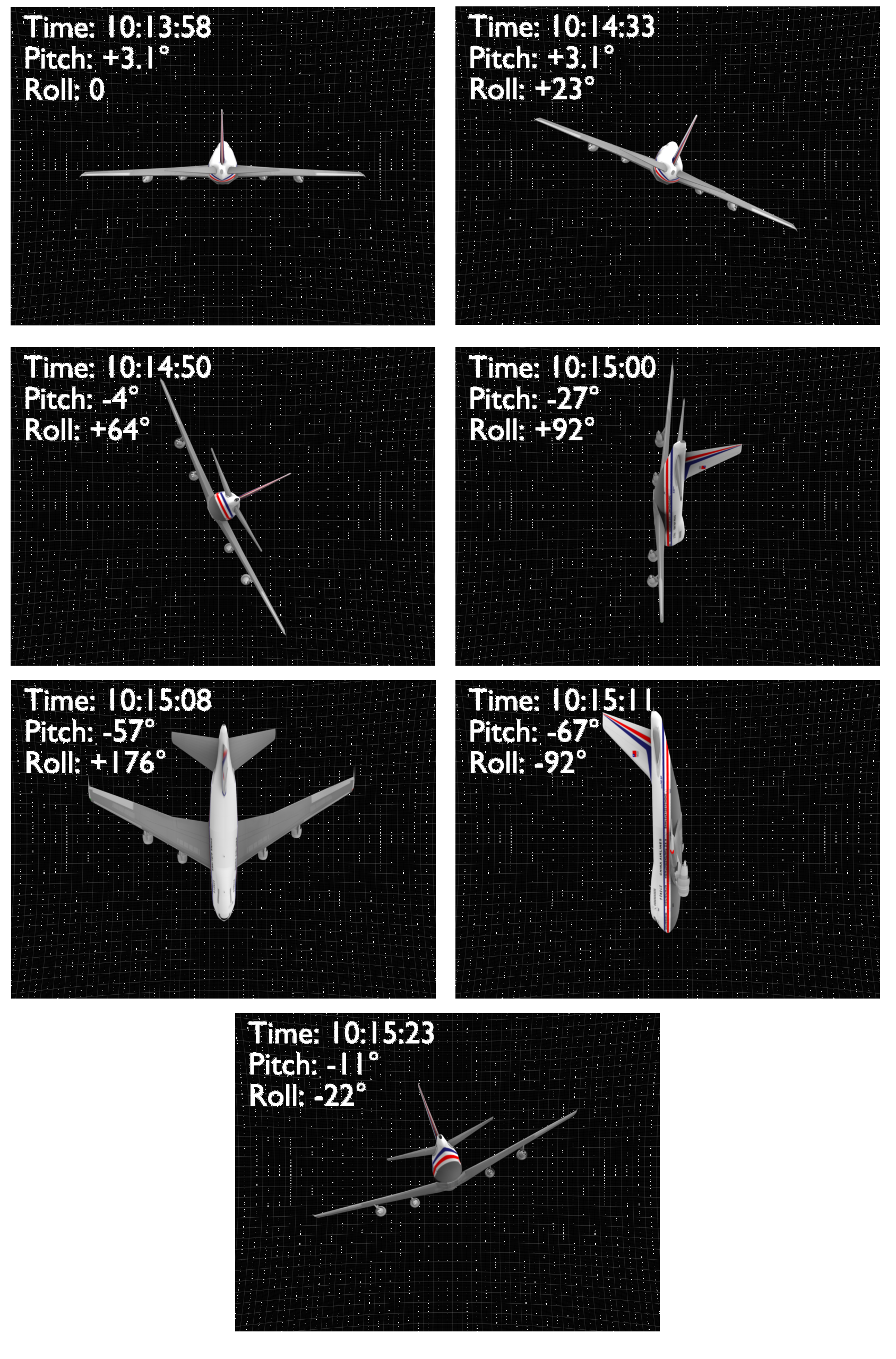
Diagrama de atitudes de rotação / inclinação da aeronave e tempo (relatório NTSB)

Enquanto isso, a velocidade no ar continuou a diminuir e o piloto automático girou a coluna de controle até o limite máximo à esquerda de 23 graus. À medida que a velocidade diminuía ainda mais, o avião começou a girar para a direita, embora o piloto automático estivesse mantendo o limite máximo de rotação à esquerda. Quando o capitão desligou o piloto automático, o avião havia girado 60 graus para a direita e o nariz começou a cair. Ailerons e spoilers de voo eram os únicos meios disponíveis para o piloto automático manter as asas niveladas, já que o piloto automático não se conecta ao leme durante um voo normal. Para neutralizar as forças assimétricas criadas pela perda de empuxo do motor nº 4, era essencial que o piloto empurrasse manualmente o leme esquerdo. No entanto, o capitão não conseguiu usar nenhum pedal do leme, antes ou depois de desconectar o piloto automático. A trajetória de voo não controlada resultante é descrita no diagrama.
Conforme o avião descia descontrolado através das nuvens, a atenção do capitão foi atraída para o horizonte artificial, que exibia inclinação excessiva. Como tal atitude é altamente irregular, o capitão assumiu incorretamente que os indicadores estavam com defeito. Sem quaisquer referências visuais (devido às nuvens) e tendo rejeitado as informações dos indicadores de atitude, o capitão e o primeiro oficial ficaram desorientados espacialmente.
Somente depois de sair das nuvens a 11.000 pés (3.400 m) o capitão conseguiu se orientar e colocar o avião sob controle, nivelando-se a 9.600 pés (2.900 m). Eles desceram 30.000 pés (9.100 m) em menos de dois minutos e meio, enquanto todos a bordo experimentaram forças de até 5 vezes mais que a gravidade. A tripulação da cabine acreditava que todos os quatro motores tinham queimado, mas o National Transportation Safety Board descobriu que apenas o motor nº 4 havia falhado.
Depois de nivelar, os três motores restantes forneciam empuxo normal. Uma tentativa de reinicialização do motor 4 deu certo. Eles começaram a nivelar e informaram ao controle de tráfego aéreo "condição normal agora" e continuaram para Los Angeles. A tripulação então notou que o trem de pouso principal interno estava abaixado e um dos sistemas hidráulicos do avião estava vazio. Como eles não tinham combustível suficiente para chegar a Los Angeles com o arrasto adicionado pelo trem de pouso, eles desviaram para San Francisco. Foi declarado emergência e voaram direto para o aeroporto de São Francisco.  O avião pousou sem incidentes.

## Consequências
Havia dois feridos graves a bordo: uma fratura e laceração de um pé e uma lesão aguda nas costas que exigiu dois dias de hospitalização. A aeronave foi significativamente danificada pelo excesso de forças G. As asas foram permanentemente dobradas para cima em 5 cm, o trem de pouso principal interno perdeu duas portas do atuador e os dois suportes internos do trem principal ficaram pendurados. mais afetado foi a cauda, onde grandes partes externas do estabilizador horizontal foram arrancadas. Todo o profundor esquerdo se perdeu junto com seu atuador, que foi alimentado pelo sistema hidráulico que rompeu e drenou. 
Depois que os reparos foram feitos no avião, ele voltou ao serviço em 25 de abril de 1985. Continuou em serviço por quase 12 anos até ser alugado para a empresa irmã da China Airlines, Mandarin Airlines, em 1 de janeiro de 1997, e estava em serviço diariamente no resto daquele ano. A Mandarin Airlines então o enviou ao Aeroporto Internacional McCarran para armazenamento. A partir de abril de 2002, foi possuído e operado por uma organização religiosa conhecida como Gospel to the Unreached Millions (GUM), liderada por K.A. Paul, e foi batizada de 'Global Peace One'. Em 17 de julho de 2005, a FAA suspendeu seu certificado de operação devido à manutenção insuficiente. Em 20 de maio de 2010 , a aeronave foi mantida em um grande hangar no Aeroporto Internacional General Abelardo L. Rodríguez em Tijuana, Baja California, e relatou estar em péssimas condições.

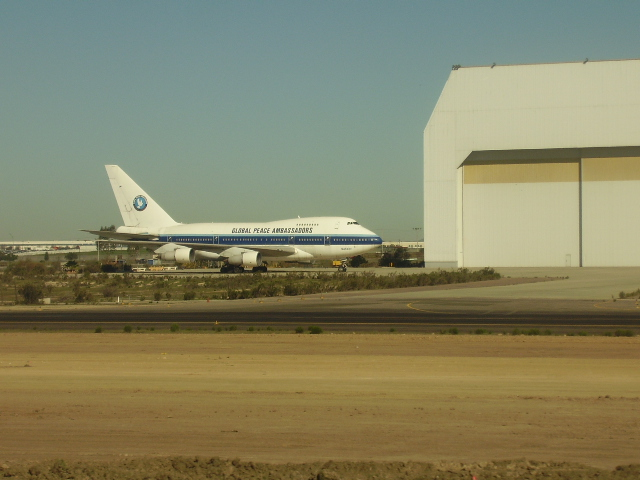
N4522V no Aeroporto Internacional de Tijuana em 2009

Em seu relatório final, o NTSB afirmou:

O Conselho Nacional de Segurança nos Transportes determina que a causa provável deste incidente foi a distração do capitão primeiramente pela avaliação do mau funcionamento do motor e, segundo, por suas tentativas de conter a redução da velocidade no ar, e que, por causa dessas distrações, ele estava incapaz de avaliar adequada e prontamente a perda de controle do avião que se aproxima. O Conselho também conclui que o capitão confiou demais no piloto automático e que isso também foi a causa do incidente, uma vez que o piloto automático efetivamente mascarou o início da aproximação da perda de controle de o avião.
A China Airlines ainda opera um de seus serviços regulares Taipei-Los Angeles como Dynasty 006, utilizando o Boeing 747-400 até o final de 2014, quando o Boeing 777-300ER o substituiu. Atualmente essa rota é operada por um Airbus A350.

## Na cultura popular
- A série de TV Mayday do Discovery Channel Canada / National Geographic (também chamada de Air Crash Investigation ou Air Emergency) reconstituiu o incidente em um episódio de 2007 intitulado "Panic Over the Pacific" ("Pânico sobre o Pacífico" no Brasil[8]).
- O voo foi documentado em um episódio do programa de televisão do Weather Channel, Why Planes Crash, intitulado "Who's Flying".